# چشر (کنتیکت)
چشر (به انگلیسی: Cheshire) یک منطقهٔ مسکونی در ایالات متحده آمریکا است که در کنتیکت واقع شده‌است. چشر ۸۶٫۴ کیلومتر مربع مساحت و ۲۹٬۲۶۱ نفر جمعیت دارد و ۷۰ متر بالاتر از سطح دریا واقع شده‌است.